# Rodolphe Saadé
Rodolphe Saadé (* 3. März 1970 in Beirut, Libanon) ist ein französisch-libanesischer Geschäftsmann. Er ist Vorsitzender des Board of Directors der CMA-CGM-Gruppe, eines weltweit führenden Schifffahrts- und Logistikunternehmens. Er ist der Sohn des Firmengründers Jacques Saadé. Im April 2022 schätzte Forbes sein Vermögen auf 41,4 Milliarden US-Dollar, womit er zu den reichsten in Frankreich lebenden Personen gehörte.

## Leben
Rodolphe Saadé wurde 1970 im Libanon als Sohn von Jacques Saadé geboren. Seine libanesische Mutter Naila Saadé (geborene Salem) wurde in Beirut geboren und ist die Schwester von Farid Salem, einem Mitbegründer von CMA CGM. Saadé erhielt seine Ausbildung an der Concordia University in Montreal, wo er Marketing und Handel studierte. Nach seiner Ausbildung gründete er ein Wasserkühlungsunternehmen, bevor er 1994 begann, für das Unternehmen seines Vaters zu arbeiten. Im Jahr 2008 investierte Rodolphe Saadé in die Entwicklung von Diensten nach Afrika und in den Indischen Ozean, wofür er die Leitung der Reederei Delmas übernahm, die sich auf afrikanische Linien spezialisiert hat. Er wurde 2010 zum stellvertretenden Vorsitzenden und Mitglied des Verwaltungsrats (Board of Directors) der CMA CGM-Gruppe ernannt und leitete eine Umstrukturierung des Unternehmens. Im November 2017 wurde er schließlich Geschäftsführer und Vorsitzender von CMA CGM.
Saadé lebt in Marseille und ist Vater von vier Kindern.